# ویت چرچ-استوویل

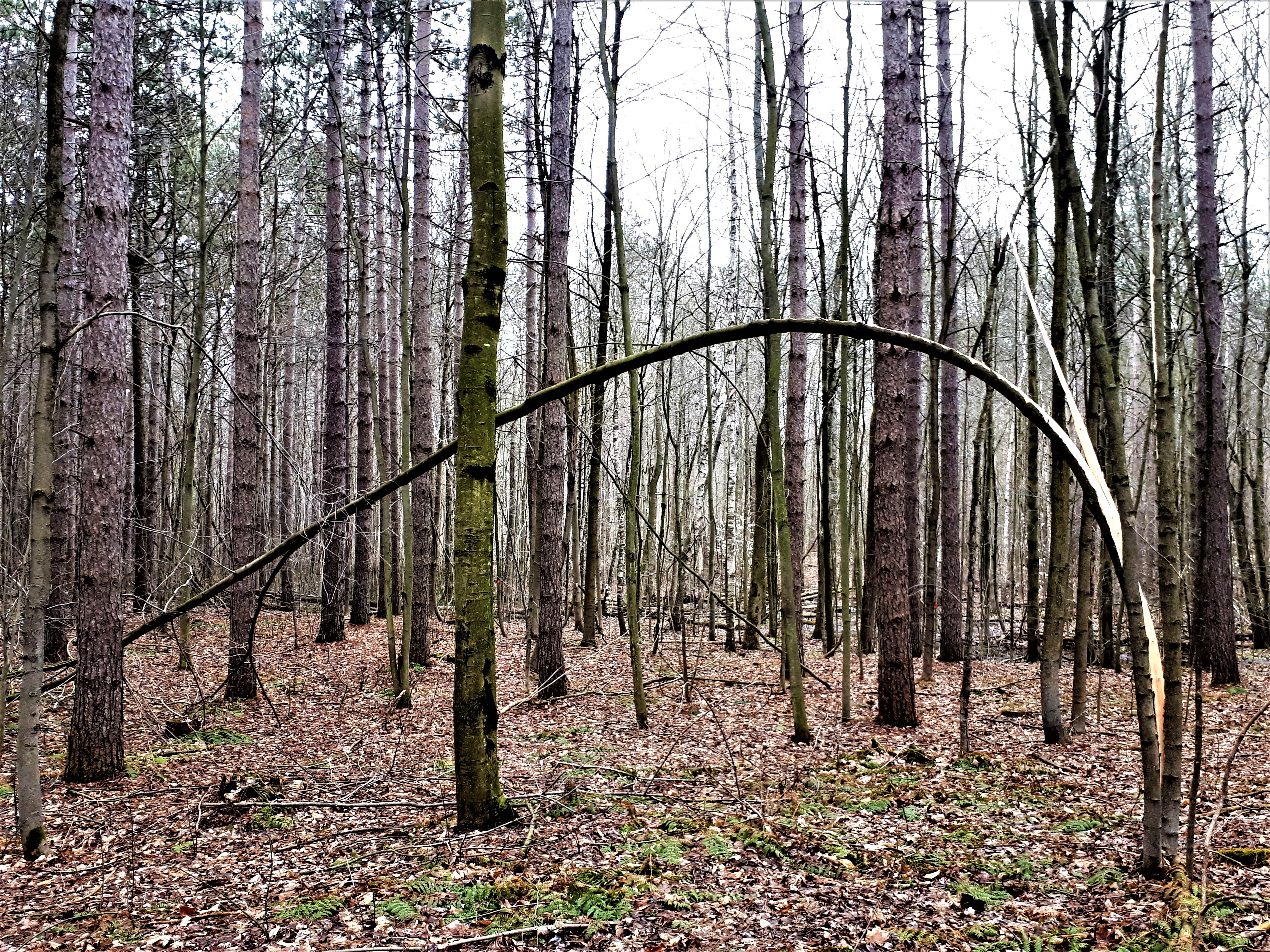
منطقه حفاظت شده ویت چرچ-استوویل

ویت چرچ-استوویل (به انگلیسی: Whitchurch-Stouffville) یک منطقهٔ مسکونی در کانادا است که در شهرستان یورک (کانادا) واقع شده‌است. ویت چرچ-استوویل ۲۰۶٫۲۲ کیلومتر مربع مساحت و ۴۵٬۸۳۷ نفر جمعیت دارد و ۲۳۹ متر بالاتر از سطح دریا واقع شده‌است.